# Mercato di pallamano maschile in Italia 2022-2023
Questa pagina raccoglie tutti i trasferimenti in entrata e in uscita di tutte le squadre di Serie A.

## Sessione estiva

### Teamnetwork Albatro Siracusa
| Acquisti | Acquisti           | Acquisti     | Acquisti   | Acquisti |
| R.a      | Nome               | da           | Modalità   | Note     |
| -------- | ------------------ | ------------ | ---------- | -------- |
| PT       | Lorenzo Martelli   | Black Devils | definitivo | [ 1 ]    |
| PV       | Andrea Calvo       | svincolato   | definitivo | [ 2 ]    |
| PT       | Matija Gligić      | Emmeti       | definitivo | [ 3 ]    |
| TD       | Jan Gorela         | svincolato   | definitivo | [ 4 ]    |
| TS       | Julián Souto Cueto | Ciudad Real  | definitivo | [ 4 ]    |
| PV       | David Gligić       | Bozen        | definitivo | [ 5 ]    |

| Cessioni | Cessioni        | Cessioni   | Cessioni       | Cessioni |
| R.       | Nome            | a          | Modalità       |          |
| -------- | --------------- | ---------- | -------------- | -------- |
| TD       | Hamza Fredj     | Monaco     | definitivo     |          |
| PT       | Gabriele Randes | Molteno    | definitivo     |          |
| PT       | Angelo Mincella |            | ritiro         |          |
| TS       | Giovanni Rosso  | svincolato | fine contratto |          |

### Bozen Loacker-Volksbank
| Acquisti | Acquisti          | Acquisti       | Acquisti   | Acquisti |
| R.a      | Nome              | da             | Modalità   | Note     |
| -------- | ----------------- | -------------- | ---------- | -------- |
| PV       | Andrea Bašić      | Brixen         | definitivo | [ 6 ]    |
| TD       | Marco Fantinato   | Brixen         | definitivo | [ 6 ]    |
| TS       | Marko Pandžić     | Gračanica      | definitivo | [ 6 ]    |
| AS       | Tim Topolovec     | Slovan Lubiana | definitivo | [ 7 ]    |
| AD       | Francisco Ahumada | Agro Topoľčany | definitivo | [ 7 ]    |

| Cessioni | Cessioni             | Cessioni         | Cessioni       | Cessioni |
| R.       | Nome                 | a                | Modalità       |          |
| -------- | -------------------- | ---------------- | -------------- | -------- |
| TS       | Emmanouil Ladakis    | PAOK             | definitivo     |          |
| PV       | David Gligić         | Albatro Siracusa | definitivo     |          |
| AS       | Filippo Pasini       | Ferrara United   | definitivo     |          |
| C        | Juan Ignacio Cantore | svincolato       | fine contratto |          |
| TD       | Jonas Mathà          | Ferrara United   | definitivo     |          |
| TS       | Emil Plattner        | svincolato       | rescissione    |          |
| AD       | Martin Sonnerer      | Brixen           | definitivo     |          |

### Brixen Handball
| Acquisti | Acquisti            | Acquisti             | Acquisti   | Acquisti |
| R.a      | Nome                | da                   | Modalità   | Note     |
| -------- | ------------------- | -------------------- | ---------- | -------- |
| TS       | Lukas Stricker      | Black Devils         | definitivo | [ 8 ]    |
| AD       | Martin Sonnerer     | Bozen                | definitivo | [ 8 ]    |
| PV       | Kostantinos Mimikos | Anorthosis Famagusta | definitivo | [ 9 ]    |
| TD       | Stanislav Kholodiuk | Faiakas              | definitivo | [ 9 ]    |
| C        | Māris Veršakovs     | Secchia Rubiera      | definitivo | [ 9 ]    |
| TS       | Davide Bulzamini    | Cuenca               | definitivo | [ 9 ]    |

| Cessioni | Cessioni        | Cessioni | Cessioni   | Cessioni |
| R.       | Nome            | a        | Modalità   |          |
| -------- | --------------- | -------- | ---------- | -------- |
| TS       | Arnad Hamzić    | Tikveš   | definitivo |          |
| TS       | Alex Coppola    | Carpi    | prestito   |          |
| C        | Davor Čutura    |          | ritiro     |          |
| TD       | Marco Fantinato | Bozen    | definitivo |          |
| PV       | Andrea Bašić    | Bozen    | definitivo |          |

### Campus Italia
| Acquisti | Acquisti              | Acquisti  | Acquisti | Acquisti |
| R.a      | Nome                  | da        | Modalità | Note     |
| -------- | --------------------- | --------- | -------- | -------- |
| TD       | Simone Giambartolomei | Camerano  | prestito |          |
| TD       | Alfonso Didone        | Follonica | prestito |          |

| Cessioni | Cessioni            | Cessioni | Cessioni      | Cessioni |
| R.       | Nome                | a        | Modalità      |          |
| -------- | ------------------- | -------- | ------------- | -------- |
| AD       | Sebastian Carabulea | Carpi    | fine prestito |          |
| C        | Tommaso Medicina    | Derthona | fine prestito |          |
| TS       | Alessandro Cavo     | Derthona | fine prestito |          |
| AD       | Andrea Mazzone      | Ragusa   | fine prestito |          |

### Carpi 2k19
| Acquisti | Acquisti            | Acquisti        | Acquisti      | Acquisti |
| R.a      | Nome                | da              | Modalità      | Note     |
| -------- | ------------------- | --------------- | ------------- | -------- |
| C        | Lorenzo Nocelli     | Trieste         | definitivo    | [ 10 ]   |
| AD       | Sebastian Carabulea | Campus Italia   | fine prestito | [ 11 ]   |
| PV       | Francesco Cascone   | Black Devils    | definitivo    | [ 12 ]   |
| TS       | Alex Coppola        | Brixen          | prestito      | [ 13 ]   |
| AS       | Enrico Dalolio      | Rapid Nonantola | definitivo    | [ 14 ]   |
| TS       | Amar Korkarić       | Bosna Sarajevo  | definitivo    | [ 15 ]   |

| Cessioni | Cessioni         | Cessioni        | Cessioni       | Cessioni |
| R.       | Nome             | a               | Modalità       |          |
| -------- | ---------------- | --------------- | -------------- | -------- |
| TD       | Miljian Erić     | GFC Ajaccio     | definitivo     |          |
| AS       | Giacomo Boni     | Secchia Rubiera | definitivo     |          |
| TS       | Josip Maršan     | svincolato      | fine contratto |          |
| C        | Francesco Rossi  | Bologna United  | definitivo     |          |
| AD       | Filippo Segapeli | Bologna United  | definitivo     |          |
| PV       | Marco Beltrami   | ŠKP Bratislava  | definitivo     |          |
| C        | Luigi Pieracci   | Parma           | definitivo     |          |

### Cassano Magnago
| Acquisti | Acquisti        | Acquisti      | Acquisti   | Acquisti |
| R.a      | Nome            | da            | Modalità   | Note     |
| -------- | --------------- | ------------- | ---------- | -------- |
| TS       | Alessio Moretti | Conversano    | definitivo | [ 16 ]   |
| AD       | Gabriele Saitta | Conversano    | definitivo | [ 17 ]   |
| C        | Giacomo Savini  | Cavigal Nizza | definitivo | [ 17 ]   |

| Cessioni | Cessioni       | Cessioni | Cessioni | Cessioni |
| R.       | Nome           | a        | Modalità |          |
| -------- | -------------- | -------- | -------- | -------- |
| C        | Saša Milanović |          | ritiro   |          |

### Conversano
| Acquisti | Acquisti          | Acquisti          | Acquisti   | Acquisti |
| R.a      | Nome              | da                | Modalità   | Note     |
| -------- | ----------------- | ----------------- | ---------- | -------- |
| TS       | Mateusz Wróbel    | Wybrzeże Gdańsk   | definitivo | [ 18 ]   |
| AS       | Gabriele Iachemet | Pressano          | definitivo | [ 19 ]   |
| TS       | Thomas Brantsch   | Eppan             | definitivo | [ 20 ]   |
| AD       | Juan Pauloni      | Agro Topoľčany    | definitivo | [ 21 ]   |
| PV       | Ryadh Souid       | Pontault-Combault | definitivo | [ 22 ]   |
| C        | Pablo Marrochi    | Cavigal Nizza     | definitivo | [ 23 ]   |
| AD       | Martín Arakaki    | Errokomo          | definitivo | [ 24 ]   |
| TS       | Davide Di Maggio  | Ferrara United    | definitivo | [ 25 ]   |

| Cessioni | Cessioni                | Cessioni        | Cessioni   | Cessioni |
| R.       | Nome                    | a               | Modalità   |          |
| -------- | ----------------------- | --------------- | ---------- | -------- |
| AD       | Gian Valentino Rossetto | River Plate     | definitivo |          |
| AS       | Demis Radovčić          |                 | ritiro     |          |
| PV       | Umberto Giannoccaro     |                 | ritiro     |          |
| TS       | Sedžad Abdurahmanović   | Krivaja         | definitivo |          |
| TS       | Alessio Moretti         | Cassano Magnago | definitivo |          |
| AD       | Gabriele Saitta         | Cassano Magnago | definitivo |          |

### Banca popolare di Fondi
| Acquisti | Acquisti         | Acquisti       | Acquisti   | Acquisti |
| R.a      | Nome             | da             | Modalità   | Note     |
| -------- | ---------------- | -------------- | ---------- | -------- |
| PV       | Mirko Damjanović | Bosna Sarajevo | definitivo |          |
| TS       | Luigi Arena      | Atellana       | definitivo |          |
| TS       | Aaron Durnwalder | Black Devils   | definitivo |          |

| Cessioni | Cessioni    | Cessioni       | Cessioni   | Cessioni |
| R.       | Nome        | a              | Modalità   |          |
| -------- | ----------- | -------------- | ---------- | -------- |
| C        | Tobías Wolf | Bologna United | definitivo |          |

### Sidea Group Junior Fasano
| Acquisti | Acquisti           | Acquisti   | Acquisti   | Acquisti |
| R.a      | Nome               | da         | Modalità   | Note     |
| -------- | ------------------ | ---------- | ---------- | -------- |
| AS       | Pablo Cantore      | Algeciras  | definitivo | [ 26 ]   |
| TS       | Kasper Jansson     | Pressano   | definitivo | [ 27 ]   |
| PV       | Erik Östling       | Skånela IF | definitivo | [ 28 ]   |
| PT       | Alessandro Leban   | Sassari    | definitivo | [ 29 ]   |
| PV       | Raffaello Corcione | Noci       | definitivo |          |

| Cessioni | Cessioni               | Cessioni     | Cessioni      | Cessioni |
| R.       | Nome                   | a            | Modalità      |          |
| -------- | ---------------------- | ------------ | ------------- | -------- |
| PV       | Emiliano Franceschetti | Dorrego      | definitivo    |          |
| PT       | Vito Fovio             |              | ritiro        |          |
| TS       | Riccardo Stabellini    | San Lazzaro  | definitivo    |          |
| TS       | Simone Angeloni        | Teramo       | fine prestito |          |
| TS       | Kasper Jansson         | Verdeazzurro | prestito      |          |

### Alperia Meran
| Acquisti | Acquisti           | Acquisti      | Acquisti   | Acquisti |
| R.a      | Nome               | da            | Modalità   | Note     |
| -------- | ------------------ | ------------- | ---------- | -------- |
| PT       | Andrea Colleluori  | Cherbourg     | definitivo |          |
| AD       | Santiago Núñez     | Ballester     | definitivo |          |
| TS       | Anton Laursen      | Cavigal Nizza | definitivo |          |
| C        | Nicola Fadanelli   | Pressano      | definitivo |          |
| PT       | Riccardo Fasanelli | Noci          | prestito   |          |
| AS       | Davide Parisato    | Trieste       | definitivo |          |

| Cessioni | Cessioni           | Cessioni         | Cessioni       | Cessioni |
| R.       | Nome               | a                | Modalità       |          |
| -------- | ------------------ | ---------------- | -------------- | -------- |
| TS       | Aaron Durnwalder   | Fondi            | definitivo     |          |
| AS       | Alex Freund        | Algund           | definitivo     |          |
| TS       | Felix Freund       | Algund           | definitivo     |          |
| TS       | Jakov Vrdoljak     | svincolato       | fine contratto |          |
| TS       | Lukas Stricker     | Brixen           | definitivo     |          |
| PT       | Lorenzo Martelli   | Albatro Siracusa | definitivo     |          |
| PT       | Sebastiano Coppola | Haenna           | definitivo     |          |
| PT       | Riccardo Meletti   | Ferrara United   | definitivo     |          |
| PV       | Francesco Cascone  | Carpi            | definitivo     |          |

### Pressano
| Acquisti | Acquisti                | Acquisti     | Acquisti   | Acquisti |
| R.a      | Nome                    | da           | Modalità   | Note     |
| -------- | ----------------------- | ------------ | ---------- | -------- |
| TD       | Nicklas Andreasson      | Hammarby     | definitivo | [ 30 ]   |
| C        | Juan Francisco Ceccardi | Ferro Carril | definitivo | [ 31 ]   |
| TS       | Nicola Rossi            | Mezzocorona  | definitivo | [ 32 ]   |
| AD       | Francesco Rossi         | Mezzocorona  | definitivo | [ 32 ]   |

| Cessioni | Cessioni          | Cessioni      | Cessioni       | Cessioni |
| R.       | Nome              | a             | Modalità       |          |
| -------- | ----------------- | ------------- | -------------- | -------- |
| C        | Nicola Fadanelli  | Black Devils  | definitivo     |          |
| AS       | Alessio Giongo    |               | ritiro         |          |
| AS       | Gabriele Iachemet | Conversano    | definitivo     |          |
| TS       | Kasper Jansson    | Junior Fasano | definitivo     |          |
| TS       | Nicolas Dainese   | svincolato    | fine contratto |          |
| AD       | Germán Alberino   | Cavigal Nizza | definitivo     |          |

### Romagna
| Acquisti | Acquisti         | Acquisti            | Acquisti   | Acquisti |
| R.a      | Nome             | da                  | Modalità   | Note     |
| -------- | ---------------- | ------------------- | ---------- | -------- |
| TS       | Grigory Fioretti | Bologna United      | definitivo | [ 33 ]   |
| TS       | Ivan Antić       | Parnassos Strovolou | definitivo | [ 34 ]   |
| PT       | Lorenzo Pasquini | Mugello             | definitivo | [ 35 ]   |

| Cessioni | Cessioni | Cessioni | Cessioni | Cessioni |
| R.       | Nome     | a        | Modalità |          |
| -------- | -------- | -------- | -------- | -------- |

### Raimond Sassari
| Acquisti | Acquisti         | Acquisti        | Acquisti    | Acquisti |
| R.a      | Nome             | da              | Modalità    | Note     |
| -------- | ---------------- | --------------- | ----------- | -------- |
| C        | Josip Grbavac    | Angers          | defintitivo | [ 36 ]   |
| TS       | Srđan Mijatović  | Riihimäki Cocks | definitivo  | [ 37 ]   |
| PV       | Enrico Aldini    | Trieste         | prestito    | [ 38 ]   |
| TD       | Rodolfo Oliveira | Angers          | definitivo  | [ 39 ]   |

| Cessioni | Cessioni           | Cessioni        | Cessioni   | Cessioni |
| R.       | Nome               | a               | Modalità   |          |
| -------- | ------------------ | --------------- | ---------- | -------- |
| TS       | Allan Pereira      | Secchia Rubiera | definitivo |          |
| TS       | Cherubin Tabanguet | Strasburgo      | definitivo |          |
| PT       | Alessandro Leban   | Junior Fasano   | definitivo |          |
| PV       | Raul Bargelli      | Besançon        | definitivo |          |
| C        | Paolo Bardi        | Belfort         | definitivo |          |

### Secchia Rubiera
| Acquisti | Acquisti                | Acquisti          | Acquisti   | Acquisti |
| R.a      | Nome                    | da                | Modalità   | Note     |
| -------- | ----------------------- | ----------------- | ---------- | -------- |
| TD       | Seyed Naghavialhosseini | Dragūnas Klaipėda | definitivo | [ 40 ]   |
| TS       | Piero D'Benedetto       | Cingoli           | definitivo | [ 41 ]   |
| TS       | Allan Pereira           | Sassari           | definitivo | [ 42 ]   |
| AS       | Giacomo Boni            | Carpi             | definitivo | [ 43 ]   |

| Cessioni | Cessioni         | Cessioni       | Cessioni   | Cessioni |
| R.       | Nome             | a              | Modalità   |          |
| -------- | ---------------- | -------------- | ---------- | -------- |
| AS       | Sebastiano Garau | San Lazzaro    | definitivo |          |
| C        | Māris Veršakovs  | Brixen         | definitivo |          |
| TS       | Filippo Barbieri | Casalgrande    | definitivo |          |
| PT       | Riccardo Meletti | Ferrara United | prestito   |          |

## Sessione invernale

### Teamnetwork Albatro Siracusa
| Acquisti | Acquisti      | Acquisti       | Acquisti   | Acquisti |
| R.a      | Nome          | da             | Modalità   | Note     |
| -------- | ------------- | -------------- | ---------- | -------- |
| TD       | Riccardo Ganz | Hrpelje-Kozina | definitivo |          |

| Cessioni | Cessioni | Cessioni | Cessioni | Cessioni |
| R.       | Nome     | a        | Modalità |          |
| -------- | -------- | -------- | -------- | -------- |

### Carpi 2019
| Acquisti | Acquisti       | Acquisti       | Acquisti   | Acquisti |
| R.a      | Nome           | da             | Modalità   | Note     |
| -------- | -------------- | -------------- | ---------- | -------- |
| TS       | Ayoub Mejri    | Stade Tunisien | definitivo | [ 44 ]   |
| PV       | Marco Beltrami | ŠKP Bratislava | definitivo |          |

| Cessioni | Cessioni          | Cessioni   | Cessioni    | Cessioni |
| R.       | Nome              | a          | Modalità    |          |
| -------- | ----------------- | ---------- | ----------- | -------- |
| TS       | Amar Korkarić     | svincolato | risoluzione |          |
| PV       | Francesco Cascone | svincolato | risoluzione |          |

### Pallamano Conversano 1973
| Acquisti | Acquisti         | Acquisti   | Acquisti   | Acquisti |
| R.a      | Nome             | da         | Modalità   | Note     |
| -------- | ---------------- | ---------- | ---------- | -------- |
| TS       | Mahmadou Betaieb | svincolato | definitivo |          |

| Cessioni | Cessioni         | Cessioni   | Cessioni    | Cessioni |
| R.       | Nome             | a          | Modalità    |          |
| -------- | ---------------- | ---------- | ----------- | -------- |
| TS       | Davide Di Maggio | svincolato | risoluzione |          |

### Banca popolare di Fondi
| Acquisti | Acquisti        | Acquisti   | Acquisti   | Acquisti |
| R.a      | Nome            | da         | Modalità   | Note     |
| -------- | --------------- | ---------- | ---------- | -------- |
| PV       | Adel El Saggabh | svincolato | definitivo |          |
| TD       | Hamza Fredj     | Monaco     | definitivo | [ 45 ]   |

| Cessioni | Cessioni           | Cessioni   | Cessioni    | Cessioni |
| R.       | Nome               | a          | Modalità    |          |
| -------- | ------------------ | ---------- | ----------- | -------- |
| PV       | Mirko Damjanović   | svincolato | rescissione |          |
| TS       | Antonio Ciccolella | Gaeta      | definitivo  |          |
| TD       | Nicolás Diéguez    | Dossobuono | definitivo  |          |

### Sidea Group Junior Fasano
| Acquisti | Acquisti             | Acquisti   | Acquisti   | Acquisti |
| R.a      | Nome                 | da         | Modalità   | Note     |
| -------- | -------------------- | ---------- | ---------- | -------- |
| C        | Dario Petrovski      | svincolato | definitivo | [ 46 ]   |
| TS       | Marxwell Frederiksen | svincolato | definitivo |          |

| Cessioni | Cessioni | Cessioni | Cessioni | Cessioni |
| R.       | Nome     | a        | Modalità |          |
| -------- | -------- | -------- | -------- | -------- |

### Pressano
| Acquisti | Acquisti     | Acquisti   | Acquisti    | Acquisti |
| R.a      | Nome         | da         | Modalità    | Note     |
| -------- | ------------ | ---------- | ----------- | -------- |
| C        | Nacor Medina | svincolato | deifinitivo | [ 47 ]   |

| Cessioni | Cessioni           | Cessioni   | Cessioni    | Cessioni |
| R.       | Nome               | a          | Modalità    |          |
| -------- | ------------------ | ---------- | ----------- | -------- |
| TD       | Nicklas Andreasson | svincolato | risoluzione |          |

### Romagna
| Acquisti | Acquisti      | Acquisti    | Acquisti    | Acquisti |
| R.a      | Nome          | da          | Modalità    | Note     |
| -------- | ------------- | ----------- | ----------- | -------- |
| PT       | Adrian Lombes | svincolato  | deifinitivo | [ 48 ]   |
| TD       | Víctor Alonso | Besa Famgas | definitivo  | [ 49 ]   |

| Cessioni | Cessioni          | Cessioni        | Cessioni   | Cessioni |
| R.       | Nome              | a               | Modalità   |          |
| -------- | ----------------- | --------------- | ---------- | -------- |
| PT       | Lorenzo Pasquini  | Prato           | prestito   |          |
| PV       | Andrea Dall'Aglio | Secchia Rubiera | definitivo |          |
| TD       | Grigory Fioretti  | Cingoli         | definitivo |          |

### Raimond Sassari
| Acquisti | Acquisti       | Acquisti   | Acquisti   | Acquisti |
| R.a      | Nome           | da         | Modalità   | Note     |
| -------- | -------------- | ---------- | ---------- | -------- |
| TS       | Hatem Hammouda | svincolato | definitivo | [ 50 ]   |

| Cessioni | Cessioni        | Cessioni  | Cessioni   | Cessioni |
| R.       | Nome            | a         | Modalità   |          |
| -------- | --------------- | --------- | ---------- | -------- |
| TS       | Srđan Mijatović | Bern Muri | definitivo |          |

### Secchia Rubiera
| Acquisti | Acquisti          | Acquisti       | Acquisti      | Acquisti |
| R.a      | Nome              | da             | Modalità      | Note     |
| -------- | ----------------- | -------------- | ------------- | -------- |
| PT       | Riccardo Meletti  | Ferrara United | fine prestito |          |
| PV       | Andrea Dall'Aglio | Romagna        | definitivo    |          |

| Cessioni | Cessioni         | Cessioni       | Cessioni | Cessioni |
| R.       | Nome             | a              | Modalità |          |
| -------- | ---------------- | -------------- | -------- | -------- |
| PT       | Riccardo Meletti | Bologna United | prestito |          |